# 노브랜드 버거
노브랜드 버거(영어: No Brand Burger)는 대한민국의 패스트푸드 체인으로, 신세계푸드에서 운영하는 햄버거 전문 브랜드이다.

## 같이 보기
- 맘스터치
- 파파이스
- KFC
- 롯데리아
- 맥도날드
- 버거킹